# お召
お召（おめし、御召）または御召縮緬（おめしちりめん）は、主として和服に用いられる絹織物の一種。羽二重などとともに最高級の素材として、略礼装・洒落着に好まれる。

## 解説
先染めの糸を用いた平織りの織物で縮緬の一種。江戸幕府第11代将軍・徳川家斉が好んだところから「御召」の名がある。
縮緬は、経糸には撚りをかけず、緯糸に右撚りと左撚りを交互に用いることで独特のシボを出すが、御召の場合、経糸に強い撚りをかけた「八丁撚り」という糸を用い、緯糸にも一般の縮緬よりも撚りの強い「御召緯」（おめしぬき）という糸を使うことによって、縮緬独自のシボがより大きく、はっきりとあらわれるところに特色がある。また、一般的な縮緬のように、織りあげた後に精錬するのではなく、織る前の糸の状態で精練するため、絹のセリシンが除かれ、織りあがりが硬く、コシのある地風となる。
通常の縮緬よりもコシが強くハリがあるが、紬よりはしっとりと馴染む独特の風合いがあり着崩れしにくく裾さばきがよいために、洒落着に向くとされる。また一般に和服では織りよりも染めのほうが格が高く礼装に用いられるが、そのなかにあって御召は織物中1、2を争う格を持ち、今日でも略礼装として用いられることが多い。江戸時代には礼装として用いられることも多かった。
徳川家斉が好んで御止め柄（お納戸色に白の細格子縞）を定めた桐生産がそもそもの発祥であるが、そのほか西陣、十日町、米沢などの品が有名。また縦糸、横糸を二重の袋状にして織った「風通御召」は、軽く、皺になりにくいところから、御召のなかでも特に高級品とされる。
新潟県塩沢（現：南魚沼市）産の「塩沢御召」は、1976年に経済産業大臣指定伝統的工芸品に指定されている。
御召の中でも特殊なものに「マジョリカ御召」がある。銀糸を用いて、主にアラベスク風の洋柄を織り出したもので、マジョリカ陶器（マヨリカ焼き）をイメージして作られたという。十日町を中心に1959年から4年間のみ生産されたものであるが、当時広く流行したため、現在でも中古市場でしばしば見られる。